# Província de Şanlıurfa
Şanlıurfa (siríac: ܐܘܪܗܝ Urhoy, turc: Urfa, àrab: ar-Rûha, kurd: Riha) és una província situada al sud-est d'Anatòlia, Turquia. La ciutat de Şanlıurfa és la capital de la província que duu el seu nom. Actualment, turcs i kurds constitueixen la major part de la població en aquesta ciutat, i només una significativa comunitat d'assiris/siríacs viu allà.

## Districtes
La província de Şanlıurfa es divideix en 13 districtes:
- Akçakale
- Birecik
- Bozova
- Ceylanpınar
- Eyyübiye
- Halfeti
- Haliliye
- Harran
- Hilvan
- Karaköprü
- Siverek
- Suruç
- Viranşehir

## Geografia
Ocupa una superfície de 18,584 km², la qual cosa la converteix en la província més gran del Sud-est d'Anatòlia. Limita amb:
- Adıyaman al nord;
- Mardin i Diyarbakır a l'est;
- Síria al sud;
- Gaziantep a l'oest;

Şanlıurfa inclou uns quants components essencials del Projecte d'Anatòlia del Sud-est (en turc Güneydogu Anadolu Projesi (GAP)) dissenyat per:
- explotar el potencial d'energia hidràulica dels rius Tigris i Eufrates;
- expandir de manera important el regadiu per a l'agricultura; i
- desenvolupar l'economia de la regió.

Aquest projecte de desenvolupament a gran escala, patrocinat per l'estat, implica la construcció de preses per al funcionament de centrals hidroelèctriques i altres aspectes referents a la utilització dels rius en aquesta àmplia i semiàrida regió. El projecte inclou la construcció de 22 preses i centenars de quilòmetres d'obres d'irrigació.
Fins I Tot abans del GAP, la Província de Şanlıurfa tenia la porció més gran de terra conreada i cultivable a la regió del GAP, a causa de la seva plana i altament fèrtil zona agrícola. Les planes de Şanlıurfa i d'Harran s'estenen sobre una àrea d'aproximadament 1,500 km²; la irrigació d'aquestes planes és un dels aspectes més importants del GAP.
Segons el cens de 1990, la província de Şanlıurfa tenia un total de 148.521 llars; la mitjana d'ocupació de les llars era de 6.74 persones. Un 71% de caps de família descrivien la seva ocupació com a conreu. El 1992, Şanlıurfa tenia l'índex de concentració de la propietat de la terra més alt de Turquia, amb un índex de gent sense terra d'un 48%. Mentre que un 5% de les famílies de la província tenien un 65% de la terra, la immensa majoria (un 70%) tenia només un 10%.
La taxa de creixement anual mitjana de Şanlıurfa, entre 1985 i 1990, va ser d'un 4,6%, considerablement més alta que la mitjana nacional i regional.

## Història
Vegeu Şanlıurfa i Edessa.

## Política
La política de la Província de Şanlıurfa àmpliament encara es troba conformada per les adhesions electorals d'un cert nombre de clans Zazes (aşiret). En particular, els districtes al llarg del riu d'Eufrates han estat molt de temps una base de poder pel DYP, de centredreta, anteriorment sota el lideratge de Süleyman Demirel i Tansu Çiller, i ara sota el lideratge de l'excap de policia Mehmet Ağar.
L'actual partit governant a Turquia, l'AKP, va quedar primer en les eleccions locals del 2004, amb un còmode 43,04%, però el DYP, actualment fora de parlament, sembla que s'estigui recuperant sota el nou lideratge de Mehmet Ağar, que és conegut per la seva proximitat a les estructures feudals locals.
El DEHAP va desplegar molt d'esforç en campanya, amb arguments sobre la consciència d'identitat kurda, per atreure vots dels clans, però això és complicat per les polèmiques sobre la clara distinció entre la identitat dels zazes i la kurda (vegeu zazes per a més informació sobre aquest tema). Uns quants clans van estar en primer pla de la lluita en contra del terrorisme del PKK els anys 1980 i els anys 1990. Tanmateix, el DEHAP va obtenir un cert èxit en les eleccions locals del 2004, i va quedar segon en el còmput total de sufragis, amb un 16,95%, millorant el 12,06% obtingut a les eleccions del 1999, amb un electorat fidel als dos districtes que fan frontera amb Diyarbakir. El DEHAP tradicionalment evita els districtes que fan frontera amb Síria i poblats per àrabs ètnics, on ni tan sols anomenaren candidats per a les eleccions del 2004.
L'MHP, fent campanya amb arguments sobre la consciència d'identitat turca, després d'haver marcat un 7,18% excepcional el 1999, va baixar fins a un percentatge més habitual del 2,97%.
El DHP, de centreesquerra, normalment obté uns percentatges modestos, una mica per sota d'un 10%.
L'actual alcalde de Şanlıurfa és el Dr. Ahmet Eşref Fakıbaba, un antic metge cirurgià. És conegut per la seva forta oposició al govern del clan.